# Lubiechowo (stacja kolejowa)
Lubiechowo – zlikwidowana stacja kolei wąskotorowej (Kołobrzeska Kolej Wąskotorowa) w Lubiechowie-Przystanku, w województwie zachodniopomorskim, w Polsce.